# Waitākere River
Der Waitākere River ist ein Fluss in der Region Auckland auf der Nordinsel von Neuseeland.

## Geographie
Der Waitākere River entspringt als Waitākere Stream ca. 2,6 km südsüdöstlich des Waitākere Reservoir, eines Stausees in den Waitākere Ranges, der rund 8,5 km westlich von Henderson, einem Stadtteil von Auckland, zu finden ist. Am nördlichen Ende des Trinkwasserreservoirs fließt der Fluss zunächst einige Kilometer in nördliche Richtung, um dann in einem scharfen Linksbogen nach Westen der Tasmansee zuzufließen. Bei Te Henga (Bethells Beach) mündet der Fluss dann nach insgesamt 20,5 km in die Tasmansee.